# Мехмед Кепрюлю
Мехмед Кепрюлю (*1578, Берат — †31 жовтня 1661, Едірне) — державний та військовий діяч Османської імперії, великий візир з 15 вересня 1656 року до 31 жовтня 1661 року.

## Життєпис

### Початок кар'єри
Народився у с. Рудник санджаку Берат. Про батьків немає відомостей. Вочевидь народився у християнській албанській родині. Як девшірме Мехмеда забирають до турецького війська. Замолоду вчився у корпусі яничарів. Згодом потрапляє до охорони султанського палацу. Тут знайомиться з майбутнім великим візиром Кеманкешем Кара Мустафою-пашею, який також був албанцем. Завдяки цьому Кепрюлю розпочав успішну військову та політичну кар'єру. Спочатку очолював кухню сералю. У 1628 році стає секретарем великого візира Газі Ґюсрев-паші. У 1638 році стає бейлербеєм Чорума, того ж року бере участь у боях за Багдад, під час яких отримує поранення. Після цього стає секретарем великого візира Кеманкеша Кара Мустафи.
У 1644 році отримує звання паші та призначення бейлербея Трапезунда. Того ж року переводиться на посаду бейлербея Дамаска. Тут він виконував обов'язки до 1647 року, коли Мехмеда було призначено бейлербеєм провінції Еґер у турецькій частині Угорщини. Проте він тут керував нетривалий час. Вже у 1648 році призначається бейлербеєм Караману, де придушив повстання Варвар Алі-паші, бейлербея Сівасу. У 1650 році стає намісником Триполі у Лівані. Цей вілайєт Мехмед очолював до 1652 року, коли зумів стати візиром дивану. Але внаслідок боротьби в дивані змушений був піти у відставку, переїхавши до свого маєтку в Анатолії. Втім згодом переїздить до Стамбула, де затоваришував з Мехмедом Хемдені Солак-заде та Евлієм Челебі, які мали вплив на матір султана. Отримує бейлербейство Триполі (Ліван) у 1655 році, але того ж року його було відправлено у відставку.
Поза державними справами Мехмед Кепрюлю перебував до 1656 року, коли Османська імперія зазнала суттєвих невдач у війні з Венецією. Цього року з'єднані морські сили Венеційської республіки та Мальтійського ордену у битві при Дарданелах завдали нищівної поразки османському флоту на чолі з капудан-пашою Кенан-пашою. Венеціанській флот заблокував протоку Чанаккале та османські війська на острові Крит. У цій критичній ситуації було викрито змову на чолі з шейх-уль-ісламом Месудом-ефенді з метою скинення з престолу султана Мехмеда IV. У цій ситуації валіде Турхан Хатіша за порадою Челебі вирішила звернутися до Мехмеда Кепрюлю. Кепрюлю висунув умову отримання надзвичайних повноважень та невтручання в його діяльність будь-кого з османських очільників, навіть султана. Султан та його мати вимушені пристати на ці вимоги.

### Великий візир
15 вересня 1656 року Мехмеда Кепрюлю було призначено великим візиром Османської імперії. Перш за все Мехмед Кепрюлю вирішив максимально обмежити вплив султана у державі. Для цього за наполяганням великого візира Мехмед IV переїхав до старої столиці — Едірне. У відповідь 4 січня 1657 року у Стамбулі стався заколот спагів, втім Кепрюлю за допомогою яничарів швидко придушив його. Після цього звинуватив Константинопольського патріарха Парфенія III у зносинах із ворогами імперії. 24 березня 1657 року Кепрюлю наказав стратити його.
Значно зміцнивши своє становище в імперії, великий візир розпочав активні військові дії проти Венеційської республіки та її союзників. 19 липня 1657 року завдав поразки венеційцям у Дарданелах, розблокувавши протоку Чанаккале. До листопада оволодів островами Тенедос та Лемнос, налагодивши сполучення з османськими військами на Криті.
У 1657 році у Стамбулі вів перемовини з Лаврентієм Капустою, послом гетьмана Богдана Хмельницького. Кепрюлю намагався вмовити Хмельницького відійти від Московського царства, обіцяючи підтримку Османської імперії та Кримського ханства. Втім за смертю Хмельницького цей намір Кепрюлю не вдалося виконати.
Після цього у 1658 році Кепрюлю рушив до Трансильванії, завдавши у 1659 році поразки бунтівному господареві Юрію II Ракоці. Вслід за цим захопив міста Інеу та Варад у серпні 1660 року.
Водночас Кепрюлю стикнувся із сепаратистськими тенденціями в азійських пашликах імперії. Він спрямував свої сили до Анатолії та Сирії, зламавши у 1658—1659 роках спротив напівнезалежних намісників Абаза Хасана-паші, бейлербея Алеппо, Ахмеда-паші, Кенана-паші, Алі Мірзи-Паші, Фархада-паші, Муртади-паші, стративши заколотників 11 лютого 1659 року в Алеппо. Після цього вимушений був вирушити до Єгипту проти повсталого намісника Черкес Мехмед Бега, а згодом проти бейлербея Анатолії — Мустафи-паші Кер Бега.
У 1660 році у Стамбулі трапилася велика пожежа. У відновленні столиці узяв активну участь, виявляючи чесність та принциповість. Усіх, хто намагався заробити на нещасті, було страчено. Мехмед Кепрюлю багато робив для зменшення хабарництва у державних установах, жорстоко караючи злочинців. За деякими відомостями за його наказом страчено близько 36 тисяч людей.

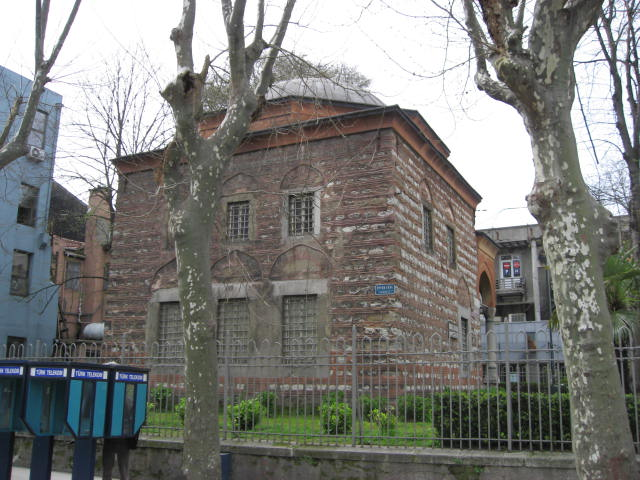
Будівля бібліотеки Кепрюлю

Окрім військових та державних справ Мехмед Кепрюлю підтримував культурні заходи, сприявив будівництву, розбудові міст імперії. До того ж займався зібранням численних книг, започаткувавши створення великої бібліотеки, так званої «бібліотеки Кепрюлю». Окрім цього, за наказом Кепрюлю по імперії будують великі та численні караван-сараї.
Помер Мехмед-паша Кепрюлю 31 жовтня 1661 року. Незадовго перед цим призначив каймакамом (заступником) свого сина Фазіл Ахмеда Кепрюлю.